# Willem IV van Boxtel
Willem IV van Boxtel was heer van Boxtel, Grevenbroek en Gansoijen van 1351-1356.
Hij was de zoon van Willem III van Boxtel en Cunegonde van Dalen en Diepenheim.
Van hem is weinig bekend. Slechts in een enkel document komt hij voor, en wel in 1355, wanneer hij mede een verdrag moet goedkeuren waarin de erfopvolging van hertog Jan III van Brabant wordt geregeld.
Toen hij in 1356 overleed, kwamen zijn bezittingen aan zijn zus, Maria van Boxtel, die erfvrouwe was.